# Джин (имя)
Джин (англ. Jean, англ. Gene) — личное имя. Может быть как женским, так и мужским. В англоязычных странах используется как форма женского имени Джейн и мужского Джон. Также считается что оно обязано своим происхождением старофранцузским женс. «Jehanne» (Жанна) и муж. «Jehan» (Жан).
Эквивалентно именам Johanna (Йоханна, Иоанна), Joanna (Джоанна), Joanne и Joan (Джоан), Jeanne (Жанна), Jana (Яна), Ginger (Джинджер), Eugene (Юджин) и пр.